# Codi ATC A05
El  codi ATC A05, descrit com Teràpia biliar i hepàtica, és una subgrup terapèutic de l'Anatomical, Therapeutic, Chemical Classification System (ATC). La classificació ATC és un sistema de codis alfanumèric desenvolupat per l'Organització Mundial de la Salut (OMS) per als fàrmacs i altres productes sanitaris. El subgrup A05 és part del grup anatòmic A Sistema digestiu i metabolisme.

Els codis per a ús veterinari (codis ATCvet) poden han estat creats afegint la lletra Q davant dels codis ATC humans: QA05... 
Les adaptacions estatals de la classificació ATC poden incloure codis addicionals no presents en aquesta llista, que segueix la versió de l'OMS.

## A05A Teràpia biliar
A05A A Preparats amb àcids biliars
A05A B Preparats per a la teràpia del tracte biliar
A05A X Altres drogues per a teràpia biliar

## A05B Teràpia hepàtica,lipotròpics
A05B A Teràpia hepàtica